# Władysław Brodowicz
Władysław Brodowicz (ur.  1870 w Kidałowicach, zm. 17 marca 1934 w Jarosławiu) –   inżynier, radny i wiceburmistrz Jarosławia.

## Życiorys
Urodził się w 1870 w Kidaowicach jako syn włościanina Błażeja Brodowicza i Tekly domu Mazur (zm. 1894). Był potomkiem jednej z najstarszych rodzin Jarosławia. Uczęszczał do I Liceum Ogólnokształcące im. Mikołaja Kopernika w Jarosławiu, Politechniki Lwowskiej i Akademii Rolniczej w Poppelsdorfie, którą ukończył z tytułem inżyniera z zakresu melioracji. W Jarosławiu właściciel realności, radca budownictwa. Osiedlił się w Jarosławiu , gdzie od 1902 roku przez dziesiątki lat prowadził ekspozyturę biura melioracji Wydziału Krajowego. Położył nieocenione zasługi przy melioracjach w okolicach Jarosławia, Przeworska i Przemyśla. W latach 1912–1927 był radnym miejskim i równocześnie w latach 1919–1920 członkiem zarządu (asesorem). W latach 1920–1923 funkcję wiceburmistrza i zastępcy przewodniczącego Rady Miasta. Od 12 kwietnia 1923 do 12 kwietnia 1924 roku sprawował kierownictwo Magistratu. W tym czasie zapewne z przyczyn ekonomicznych, uchwałą Rady Miejskiej z 30 stycznia 1924, w granice Jarosławia włączono Kruhel Pawłosiowski i Kruhel Pełkiński, przysiółek Ulanówka, cześć Szówska, Koniaczowa i Setny. Działacz społeczny, m.in. członek Zarządu Towarzystwa Gimnastycznego „Sokół”. Zmarł 17 marca 1934 roku w Jarosławiu, pochowany w grobowcu rodzinnym na Starym Cmentarzu.

## Rodzina
W 1904 roku poślubił Marię z Wrońskich (1884–1959) z którą miał syna Adama (1904–1961)